# Dicranomyia axierasta
Dicranomyia axierasta är en tvåvingeart som först beskrevs av Alexander 1952.  Dicranomyia axierasta ingår i släktet Dicranomyia och familjen småharkrankar. Inga underarter finns listade i Catalogue of Life.